# Státní pracovní zálohy
Státní pracovní zálohy tvořili mladí lidé, které stát zabezpečil po dobu učebního poměru či závodního výcviku. Po absolvování odborných učilišť a škol závodního výcviku byli povinni pracovat v určených podnicích po dobu od tří do pěti let. Tento závazek byl podle komunistických představitelů výhodný i pro zaučené a vyučené, protože nemohli být přeřazeni na jinou práci, než na jakou se vyučili.

## Situace
Po Únoru 1948 se československé hospodářství orientovalo na těžký průmysl. Důvodem bylo rozdělení Evropy železnou oponou, kdy se Československo stalo sovětským satelitem. Jako průmyslový stát s mnoha zbrojovkami, které už dodávaly zbraně armádě Rakouska-Uherska, a následně Wehrmachtu, mělo Československo zbrojní výrobu dál rozvíjet. Spolu se zbrojovkami se musel rozvíjet i těžký průmysl, který byl znárodněn už v roce 1945. Absence tržních mechanismů a centrální řízení si vyžádalo navyšování počtu pracovníků v těžkém průmyslu. Nedostatek pracovníků byl řešen jednorázovými akcemi jako Lánská akce, Akce 77 nebo Vojenskými báňskými oddíly. V rozporu se Zákonem č. 92/1949 Sb.(Branný zákon) zřídila komunistická moc Pomocné technické prapory. Řešení nedostatku pracovních sil a jejich stabilizaci mělo pomoci Ústředí pracujícího dorostu, zřízené při Ministerstvu práce a sociální péče. Účelem tohoto zákona bylo „umožniti šťastný a spokojený život pracujícímu dorostu". Se schválením Ústředí zřizovaly národní, státní a komunální podniky Střediska pracujícího dorostu  zpravidla v závodech. Středisko se skládalo z pracoviště (učňovské dílny), základní odborné školy a domova pracujícího dorostu.
Po roce a půl bylo Ústředí pracujícího dorostu zrušeno Zákonem č. 110/1951 Sb. (Zákon o státních pracovních zálohách) a nahrazeno Hlavní správou učilišť a škol státních pracovních záloh.

## Státní pracovní zálohy v SSSR
Dne 2. října 1940 byl vydán výnos presidia Nejvyššího sovětu SSSR, kterým se zřídil systém státních pracovních záloh. Rada lidových komisařů SSSR ročně odvedla (mobilizovala) 800 tisíc až 1 milion mladých mužů ve věku 14–15 let pro výcvik v odborných a železničních školách a ve věku 16 let –17 let na školení v továrních učilištích. Všichni absolventi odborných učilišť, železničních škol a továrních učilišť byli považováni za mobilizované a byli povinni pracovat čtyři roky po sobě v určených státních podnicích.

## Státní pracovní zálohy v Československu
Po Únoru 1948 se Československo podřídilo velmocenským zájmům Sovětského svazu a navíc převzalo i sovětské metody řízení totalitní společnosti. Do Sovětského svazu byla vyslána studijní delegace. Systém státních pracovních záloh v SSSR byl adekvátní mentalitě sovětského lidu a válečné situaci po přepadení Polska Rudou armádou. Proto byl systém pro československé poměry upraven Zákonem č. 110/1951 Sb. (Zákon o státních pracovních zálohách). Zákon předvídal potřebu stálého přílivu nových pracovních sil do dolů, hutí a jiných důležitých hospodářských odvětví. Nových pracovních sil se nedostávalo; zákon to vysvětloval vymizením nezaměstnanosti a rolnické bídy. Tato argumentace byla opsána z Dekretu prezidia Nejvyššího sovětu SSSR „O státních pracovních rezervách SSSR“.
První Státní pracovní zálohy byly budovány v uhelném průmyslu. Po dobrých zkušenostech se komunistická vláda rozhodla 17. června 1952 zavést systém i v hutním, strojírenském, kovozpracujícím, naftovém, chemickém a dřevozpracujícím průmyslu a také v lodní a železniční dopravě, stavebnictví, energetice, telekomunikacích a polygrafii.
Jednotlivá odborná učiliště byla označena čísly (např.):
- HUPZ (hornické učiliště pracovních záloh) č.1, Ostrava, Výstavní ulice: důl Rudý říjen
- HUPZ č. 2, Ostrava, Na Jízdárně: důl Julius Fučík[11]
- HUPZ č. 3, Ostrava - Mariánské hory:[12] důl Jan Šverma
- HUPZ č. 4, Šumbark,[13][14] (přičleněno k HUPZ č. 7)
- HUPZ č. 5, Šumbark: Důl Gottwald
- HUPZ č. 6, Šumbark: VOKD
- HUPZ č. 7, Ostrava - Hrabůvka:[15] důl Dukla
- HUPZ č. 8, Karviná - Stalingrad:[16][14]důl 1.Máj
- HUPZ č. 9, Karviná - Stalingrad: OKD
- HUPZ č. 10, Karviná
- HUPZ č. 11, Karviná[17]
- HUPZ č. 15, Opava[14]
- OUPZ ( odborné učiliště pracovních záloh) č. 2, Ostrava
- OUPZ č. 1, Ostrava - Přívoz[11]
- OUPZ č. 3, Krnov[18]
- OUPZ č. 4, Brno (Dolní Benešov)[11]
- OUPZ č. 6, Frýdlant nad Ostravicí
- OUPZ č. 7, Mladá Boleslav[19]
- OUPZ č. 9, Olomouc
- OUPZ č. 10, Praha[13]
- OUPZ č. 14, Plzeň, (Třinec)[11]
- OUPZ č. 16, Ráby (Pardubice), Československé stavební závody (Průmstav)[20]
- OUPZ č. 17 Příbor[11]
- OUPZ č. 17, Rybitví, Východočeské chemické závody[20]
- OUPZ č. 18, Pardubice, Tesla
- OUPZ č. 20, Horní Benešov
- OUPZ č. 23, Ústí nad Labem
- OUPZ č. 24, Liberec[19]

## Provoz
Ministerstvo pracovních sil vydalo jednotný Statut učiliště pracovních záloh.
Výchova Státních pracovních záloh se prováděla v odborných učilištích a školách závodního výcviku. Odborná učiliště školila mládež od věku 15 let po dobu dvou až tří let. Školy závodního výcviku školily mládež od věku 15 let po dobu s šesti až dvanácti měsíců. Nad odbornými učilišti a školami závodního výcviku vykonávalo vrchní dozor Ministerstvo pracovních sil. Ministerstvo pracovních sil převzalo vyučovací a ubytovací zařízení spravované doposud Ústředím pracujícího dorostu. Tato změna se projevila i v názvu časopisu pro výchovu pracujícího dorostu Pracující dorost. Od roku 1954 se časopis jmenoval Pracovní zálohy a v roce 1955 přibyl podtitul Časopis výchovných pracovníků učilišť SPZ, učňovských škol a ZŠP.
Žáci nebyli v pracovním nebo učebním poměru k podniku. Podnik byl povinen za práci, kterou žáci vykonali zaplatit podle příslušných předpisů. Výplata nebyla odevzdána žákovi, ale oblastnímu orgánu pro správu odborných učilišť a škol závodního výcviku.
Zařízení byla budována, aby bylo umožněno rozvinutí a prohloubení ideově politické výchovy mládeže. Žáci byli povinni se učit z velkých bojů a vítězství Komunistické strany Československa, ze života a z díla presidenta soudruha Klementa Gottwalda, ze slavných a hrdinských činů sovětské mládeže, zkušeností velikého SSSR a z práce hrdinů sovětské společnosti, stachanovců a novátorů.
V rámci kulturní výchovy vznikaly různé kroužky a divadelní soubory.
Sportovní vyžití měla zajistit Dobrovolná sportovní organizace (DSO) Pracovních záloh. V tělovýchově se s názvem Pracovní zálohy lze setkat ještě v roce 1983.